# Moritz Spanier
Moritz Spanier (* 2. Juli 1853 in Wunstorf; † 19. Mai 1938 in Magdeburg) war ein deutscher jüdischer Religionspädagoge und Autor.

## Leben
Spanier wurde als Sohn des Klempnermeisters Leser Spanier und dessen Ehefrau Elise Spanier geb. Meyer geboren. Die jüdische Familie des Vaters war seit mehreren Generationen in Wunstorf ansässig. Er hatte drei Schwestern und einen Bruder. Sein elf Jahre jüngerer Bruder Meier Spanier war Pädagoge, Schriftsteller und Germanist.
Er besuchte die Wunstorfer Elementarschule und absolvierte von 1867 bis 1871 eine Ausbildung zum Lehrer in der Präparandenklasse der Hannoverschen Lehrerbildungsanstalt. Er war dann als Lehrer in Ottersberg und bis 1878 am Landesrabbinat in Hannover tätig. Es folgte ein Wechsel als Lehrer und Prediger nach Solingen. 1881 ging Spanier nach Magdeburg und wurde dort der erste hauptberuflich tätige jüdische Religionslehrer. Im Jahr 1886 heiratete er in Pasewalk die 1860 geborene Helene Lehmann, Tochter eines Kaufmanns. Aus der Ehe gingen vier Kinder hervor, Gertrud (1888), Arthur (1889–1944), Margarethe (1890) und Willi (1894). 1896 promovierte er in Bern zum Dr. phil. Spanier verfasste mehrere Arbeiten mit Bezug zum jüdischen Schulwesen und gab Anstöße für die Reformierung des jüdischen Religionsunterrichtes. Von 1905 bis 1914 war er als Redakteur des Monatsblatts Wegweiser für die Jugendliteratur tätig. Von 1907 bis 1913 wirkte er an der Pädagogischen Jahresschau mit, außerdem war er für die Jüdisch-liberale Zeitung tätig. Er wirkt im Verband der jüdischen Lehrervereine im Deutschen Reiche mit und setzte sich hier für die Einführung von Fortbildungskursen für die religionswissenschaftliche und homiletische Weiterbildung jüdischer Lehrer ein. Zeitweise war er auch leitender Redakteur des Jüdischen Wochenblatts für Magdeburg und Umgegend.
1917 ging er in den Ruhestand. Er veröffentlichte weitere Arbeiten insbesondere zur jüdischen Geschichte. Spanier lebte in Magdeburg in der Königstraße 65, der heutigen Walter-Rathenau-Straße. Nach 1933 war seine Familie antisemitischen Übergriffen ausgesetzt. 
Er verstarb 1938 in seiner Wohnung und wurde auf dem Israelitischen Friedhof Magdeburg beigesetzt.

## Werke (Auswahl)
- Begriff, Wesen und Pflege des Schönen im Lichte der Erziehung, 1886
- Quellenbuch für den Unterricht in jüdischer Geschichte und Literatur, 1890
- Moses Mendelssohn als Pädagoge, 1898
- Wegweiser für den jüdischen Religionsunterricht, vier Hefte, 1898 bis 1910
- Die jüdische Ethik und Herbarts fünf ethische Ideen, 1901
- Tabellarische Darstellung der Geschichte der Juden in Magdeburg, 1902
- Welche Anforderungen müssen an die jüdische Lehrer und Lehrerbildungsanstalten gestellt und von beiden erfüllt werden?. In: Zur Frage der Lehrerbildung! Denkschrift. Herausgeber: Verband der jüdischen Lehrervereine im Deutschen Reiche, 1903, Seite 5–15
- Geschichte der Juden in Magdeburg, Magdeburg 1923 (Digitalisat, Reprint 2017)